# Aleksej Ivanovič Prošljakov
(K.K. Rokossovskij)
Aleksej Ivanovič Prošljakov (in russo Алексей Иванович Прошляков?; Goleniščevo, 18 febbraio 1901 – Mosca, 12 dicembre 1973) è stato un generale e ingegnere sovietico. Durante la seconda guerra mondiale, Prošljakov guidò le truppe del genio militare di varie formazioni sovietiche, contribuendo in modo significativo prima al rallentamento delle forze tedesche sul fronte orientale e, in seguito,  alla costruzione dei ponti per attraversare i fiumi della Polonia occidentale durante l'operazione Vistola-Oder, fino a dirigere le operazioni del genio durante l'assalto finale a Berlino.

## Biografia
Aleksej Prošljakov nacque in una famiglia di classe operaia a Goleniščevo, distretto di Sapožkovskij del governatorato imperiale di Rjazan', nell'allora Impero russo. Suo padre, Ivan Konstantinovič, lavorava come meccanico presso il deposito di locomotive della stazione di Birjulëvo della ferrovia Rjazan'-Urali. Sua madre, Aleksandra Alekseevna, era una casalinga che si occupava della famiglia composta da quattro figli e tre figlie.
Dal 1911 al 1916, Prošljakov studiò presso la scuola ferroviaria di Birjulëvo, per poi proseguire presso il seminario pedagogico Aleksandrov di Rjazan'. Dopo aver completato il seminario, si iscrisse alla facoltà di fisica e matematica dell'Università di Mosca, lavorando contemporaneamente come spedizioniere nel dipartimento dei trasporti del Commissariato del popolo per il cibo della RSFSR per sostenere la famiglia.

### Carriera militare

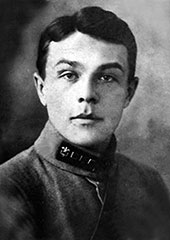
Aleksej Prošljakov come giovane soldato

Nel febbraio 1920, fu trasferito all'amministrazione centrale dell'approvvigionamento dell'Armata Rossa come agente di stazione. Tuttavia, non riuscì a frequentare le lezioni universitarie e, con la revoca dell'esenzione dal servizio militare, fu arruolato nei ranghi dell'Armata Rossa e assegnato al 7º Reggimento fucilieri di riserva del Distretto militare di Mosca nel maggio 1920.
Nel giugno 1920, poiché aveva un'istruzione secondaria, Prošljakov fu trasferito in una compagnia pontoni di riserva e iscritto alla scuola per ufficiali inferiori ad essa collegata. Dopo essersi diplomato nell'ottobre 1920, fu nominato comandante della sezione pontoni di uno dei plotoni di questa compagnia. Dal gennaio 1921 al giugno 1923 prestò servizio nelle seguenti posizioni: istruttore di plotone del distaccamento pontoni di addestramento delle unità di pontoni mine, istruttore di plotone della compagnia pontoni di addestramento, comandante di squadra della compagnia di pontoni di addestramento del battaglione pontoni mine, comandante di plotone della stessa compagnia. In questo periodo divenne membro del partito comunista russo.
Dopo la laurea, servì come comandante di squadra in diverse unità del genio militare, fino a diventare nel 1923 ufficiale del 4º Battaglione genio pontonieri del Fronte del Turkestan, partecipando alla lotta contro le popolazioni turche nella Asia centrale russa, nota come la rivolta dei basmachi. Nell'agosto del 1925, Prošljakov fu inviato a studiare alla Scuola di ingegneria di Mosca ma, dopo aver studiato per soli quattro mesi all'istituto, si fece espellere di sua spontanea volontà per la scarsa qualità dei corsi, venendo rimandato alla sua unità.
Nel 1929, venne assegnato al Distretto militare bielorusso, dove fu coinvolto nella costruzione delle fortificazioni del distretto di Minsk. Ricoprì vari ruoli nello stato maggiore del distretto fino al gennaio 1938, quando diventò assistente capo del dipartimento genio per l'addestramento al combattimento. Sempre nel 1938, completò i corsi avanzati di comando presso l'Accademia militare di ingegneria dell'Armata Rossa e fu assegnato al comando del genio militare della 4ª Armata. Come parte dell'armata sotto il comando del tenente generale Vasilij Čujkov nel settembre 1939, partecipò all'occupazione sovietica della Polonia orientale e alla costruzione delle difese lungo il confine occidentale dell'URSS.
Successivamente, con il grado di colonnello supervisionò i lavori delle strutture ingegneristiche del confine occidentale sovietico con la costruzione dell'aree fortificate di Brest e del canale Dnepr-Bug.

### Seconda guerra mondiale
All'inizio dell'invasione tedesca dell'Unione Sovietica, Prošljakov era ancora capo del genio militare della 4ª Armata. Sotto la sua direzione, vennero scavate trincee e smantellati ponti per rallentare le truppe naziste, guadagnando tempo per la fortificazione delle città di Gomel' e Bobrujsk nella Bielorussia orientale. Dal luglio al settembre del 1941, ricoprì il ruolo di vice comandante del dipartimento di ingegneria del Fronte centrale. Successivamente, a partire dal settembre dello stesso anno, assunse la supervisione delle operazioni nel Fronte di Brjansk. In questi ruoli, si dedicò in particolare alla progettazione e alla costruzione delle linee difensive nelle retrovie, costituendo la linea difensiva di Tula.
Dal 1942, fu a capo del genio militare del Fronte di Stalingrado, poi del Fronte del Don, contribuendo alla vittoria nella battaglia di Stalingrado, dove approvò un piano di inganno che fece sì che il 104º Battaglione genio guastatori e la 25ª Compagnia mimetica del l'unità costruissero finte aree di concentrazione di truppe per cinque reggimenti di artiglieria e corpi di carri armati, depistando le truppe tedesche per poi attaccarle di sorpresa. Nell'ottobre dello stesso anno fu promosso a maggior generale.

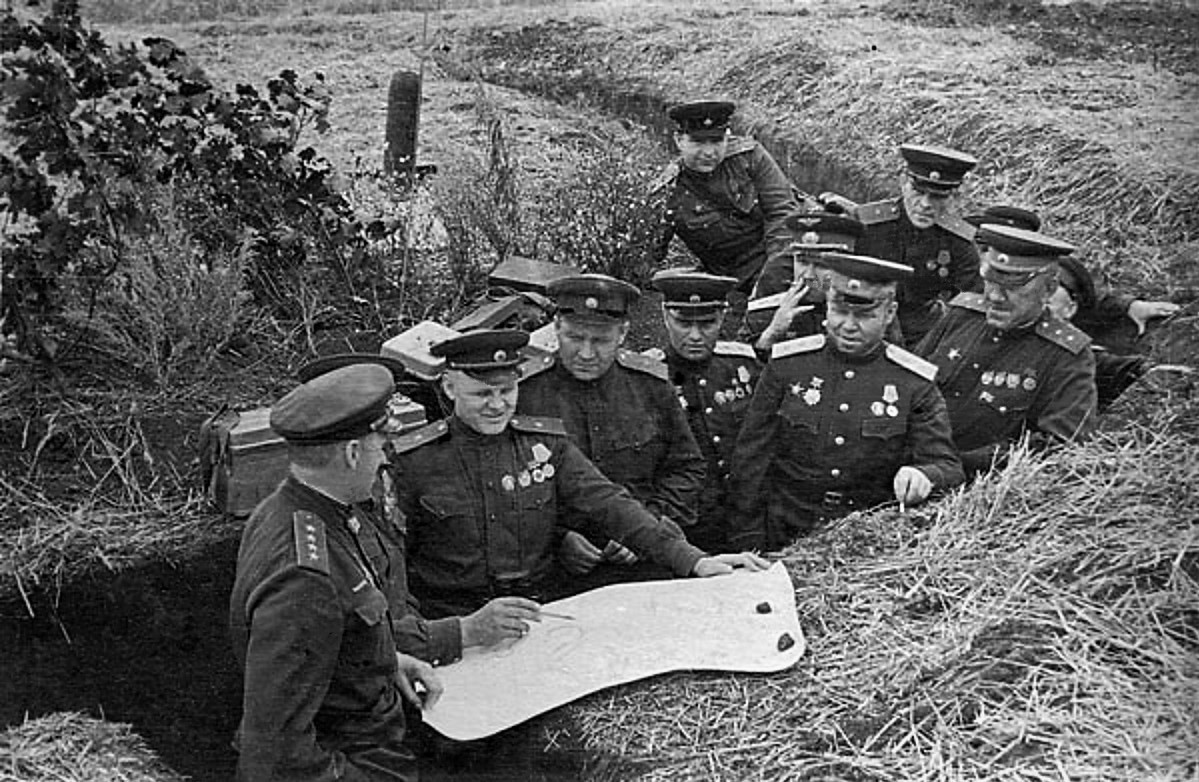
Prošljakov (secondo da destra) insieme ai comandanti del Fronte centrale prima della battaglia di Kursk

Nominato comandante del genio del Fronte centrale nel febbraio 1943, il generale gestì le linee difensive nella battaglia di Kursk sotto il comando del generale Konstantin Rokossovskij, guadagnandosi il suo rispetto e venendo promosso a tenente generale nell'ottobre dello stesso anno. Durante questo incarico, le truppe genio riuscirono a distruggere 396 carri armati. L'efficacia delle forze del genio sovietiche fu riconosciuta anche da fonti tedesche. Testimone di questo scontro fu Friedrich von Mellenthin, capo di stato maggiore del XLVIII. Panzerkorps. Nelle sue memorie relative alla battaglia di Kursk, Mellenthin evidenziò la difficoltà delle truppe tedesche nel rilevare l'assenza di campi minati e zone difensive anticarro nemiche. Egli annotò: "Non fu possibile individuare alcun campo minato né alcuna zona anticarro fino a quando il primo carro armato non saltava su una mina o fino a quando un’arma anticarro russa non apriva il fuoco".
Sempre sotto Rokossovskij, e in seguito sotto il maresciallo Georgij Žukov, Prošljakov fece parte dei vertici militari del 1º Fronte bielorusso, venendo promosso a colonnello generale nel luglio 1944. Guidò le truppe del genio sovietico nell'operazioni Bagration e Vistola-Oder, superando 300 campi minati tedeschi e costruendo in tutto 24 ponti per il passaggio dell'esercito sui fiumi della Polonia occidentale e arrivando a 80 kilometri da Berlino. Sotto la sua supervisione, gli ingegneri sovietici costruirono centinaia di ponti, demolirono barriere nemiche e prepararono il terreno per l'offensiva finale. Entrate nella città, le truppe sovietiche attaccarono il palazzo del Reichstag come simbolo della vittoria sulla Germania. Questa operazione fu facilitata dalle truppe ingegnere sotto Prošljakov che, con una serie di ordigni, fecero una breccia nell'edificio, permettendo ai soldati di entrare.
Fu per l'assalto a Berlino che gli fu conferito il titolo di Eroe dell'Unione Sovietica il 29 maggio 1945. Il generale fu partecipe alla firma dell'Atto di resa incondizionata delle forze armate tedesche nel sobborgo berlinese di Karlshorst.

### Dopoguerra e morte

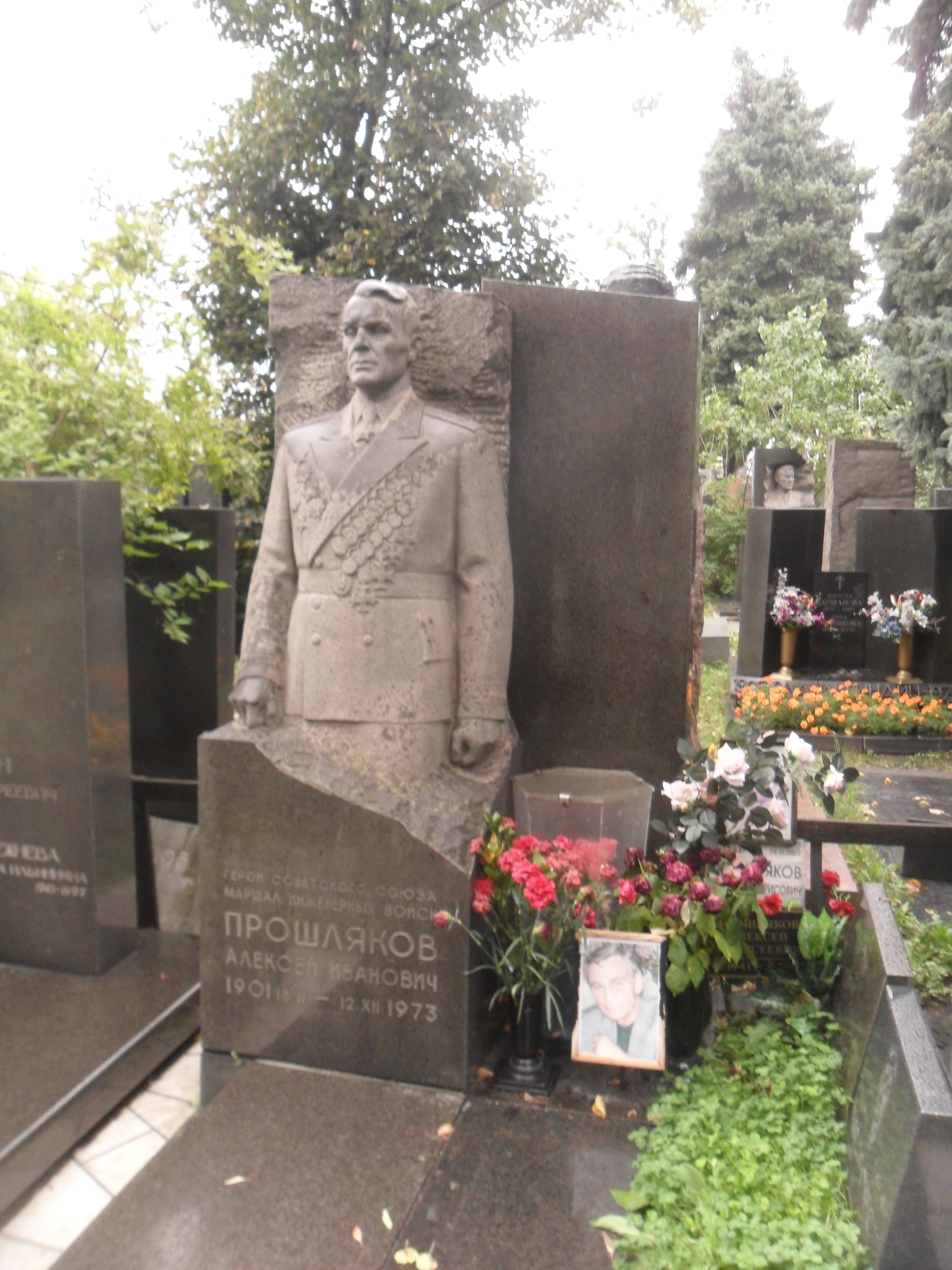
Tomba di Prošljakov

Dopo la fine della guerra, Prošljakov guidò le truppe genio del Gruppo di forze sovietiche in Germania (GSVG) fino al giugno 1950, occupandosi della smilitarizzazione della Germania, smantellando le industrie belliche, i centri d'addestramento e le scuole militari. Il generale partecipò alla costruzione di altri due monumenti-cimiteri a Berlino per la sepoltura dei resti dei soldati morti durante la battaglia di Berlino, nel Parco del Popolo Schönholzer-Heide e nel Parco Treptower.
Nel 1951 si diplomò presso i corsi accademici dell'Accademia militare superiore "K.E. Vorošilov". Dal luglio dello stesso anno prestò servizio come capo della Direzione dell'addestramento al combattimento delle truppe del genio dell'esercito sovietico fino al maggio 1952, quando venne promosso a comandante in capo del genio militare sovietico. Sotto di lui le forze militari sovietiche si concentrarono sull'utilizzo delle armi nucleari. Un posto significativo nelle attività di A.I. Prošljakov è stato dedicato alla formazione del personale militare. L'Accademia militare di ingegneria "V.V. Kujbyšev", seguendo le sue direttive, ha elaborato una serie di manuali e libri di testo. Questi materiali didattici sono stati concepiti tenendo conto delle esperienze acquisite durante conflitti precedenti, con l'obiettivo di migliorare la preparazione e le competenze degli ufficiali e del personale tecnico delle truppe genio.
Il 6 maggio 1961, il fruttuoso lavoro di Aleksej Prošljakov fu contrassegnato con l'assegnazione del grado militare di Maresciallo delle Truppe del Genio. In questo periodo contribuì alla costruzione del 4º Poligono missilistico di prova "Kapustin Yar", del Poligono nucleare di Semipalatinsk e del Cosmodromo di Bajkonur. Il generale fu uno dei fondatori della Scuola superiore di comando ingegneria militare di Tjumen'. Nel 1965 venne succeduto da Viktor Charčenko come comandante delle truppe del genio. Venne trasferito al ministero della difesa sovietico, diventando ispettore generale e consigliere militare, ruolo che ricoprì fino a quando non morì pacificamente il 12 dicembre 1973. Venne sepolto nel cimitero di Novodevičij a Mosca.

## Eredità
Una strada della città di Mosca e la scuola n. 17 di Rjazan' sono intitolate al maresciallo.
Dopo la sua morte, nel 1974 la Scuola superiore militare di comando ingegneria di Tjumen' è stata intitolata a Prošljakov.